# České stavovské povstání
České stavovské povstání v letech 1618–1620 bylo povstání českých stavů proti panování Habsburků. Spojily se v něm náboženské spory s mocenskými rozpory mezi stavy a králem. Povstání nakonec vyvrcholilo po několika bitvách střetnutím na Bílé hoře, ve kterém byly stavy poraženy. Ačkoli se pak pozice Habsburků v českém státě upevňovala, spustila rebelie českých stavů mnohem vážnější konflikt, třicetiletou válku.

## Předpoklady povstání

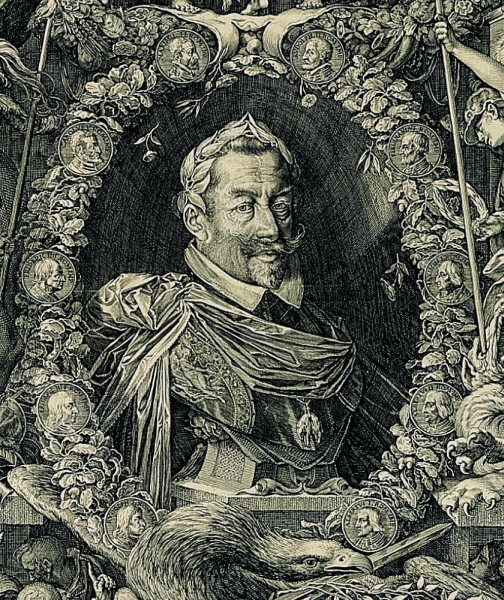
Král Matyáš na dodržování Rudolfova majestátu i přes svůj slib příliš nedohlédl

Stavovské povstání vypuklo téměř sto let po nástupu Habsburků na český trůn. Celé toto období se vyznačovalo napětím mezi dvěma koncepcemi formy vlády. České stavy se snažily přiblížit ideji stavovské konfederace, tj. stavu, kdy by faktickou vládu v Koruně české vykonávaly stavy jednotlivých zemí. Již několik desetiletí mohly stavům posloužit za vzor Spojené provincie nizozemské. Teoreticky mohlo být povstání zaštítěno také učením o právu na „odpor proti tyranovi“, které rozvíjeli zejména Hubert Languet a Johannes Althusius.
Představa, že by se v českých zemích mohl uplatnit nizozemský koncept vlády, samozřejmě panovníka děsila. Navíc byla zcela v rozporu s jeho snahou o potlačení stavů a posílení královské moci. I tato koncepce měla své teoretiky, kterými byli především Jean Bodin a Justus Lipsius.
Ke střetům mezi králem a stavy docházelo i v posledním desetiletí před vypuknutím stavovského povstání za vlády krále Matyáše. Matyáš sice roku 1611, když zaujal místo Rudolfa II. (který byl donucen k abdikaci), na požadavek stavů potvrdil Rudolfův majestát a povolil česko-slezskou stavovskou konfederaci, avšak jiné korunovační požadavky stavů (právo na krajské sjezdy bez králova povolení či právo shromáždit vojsko) odmítl.
České stavy navíc znepokojovalo, že se král obklopuje radikálními katolíky. Také české stavy se radikalizovaly: na jedné straně stáli rázní luteráni (Jindřich Matyáš Thurn, Linhart Colona z Felsu), na straně druhé nekompromisní katolíci (Zdeněk Vojtěch Popel z Lobkovic). Přesto však ještě roku 1617 bylo radikálů mezi českými stavy poměrně málo, a navíc opozice vůči králi byla konfesně, generačně i majetkově různorodá.

## Svržení Habsburků

### Pražská defenestrace

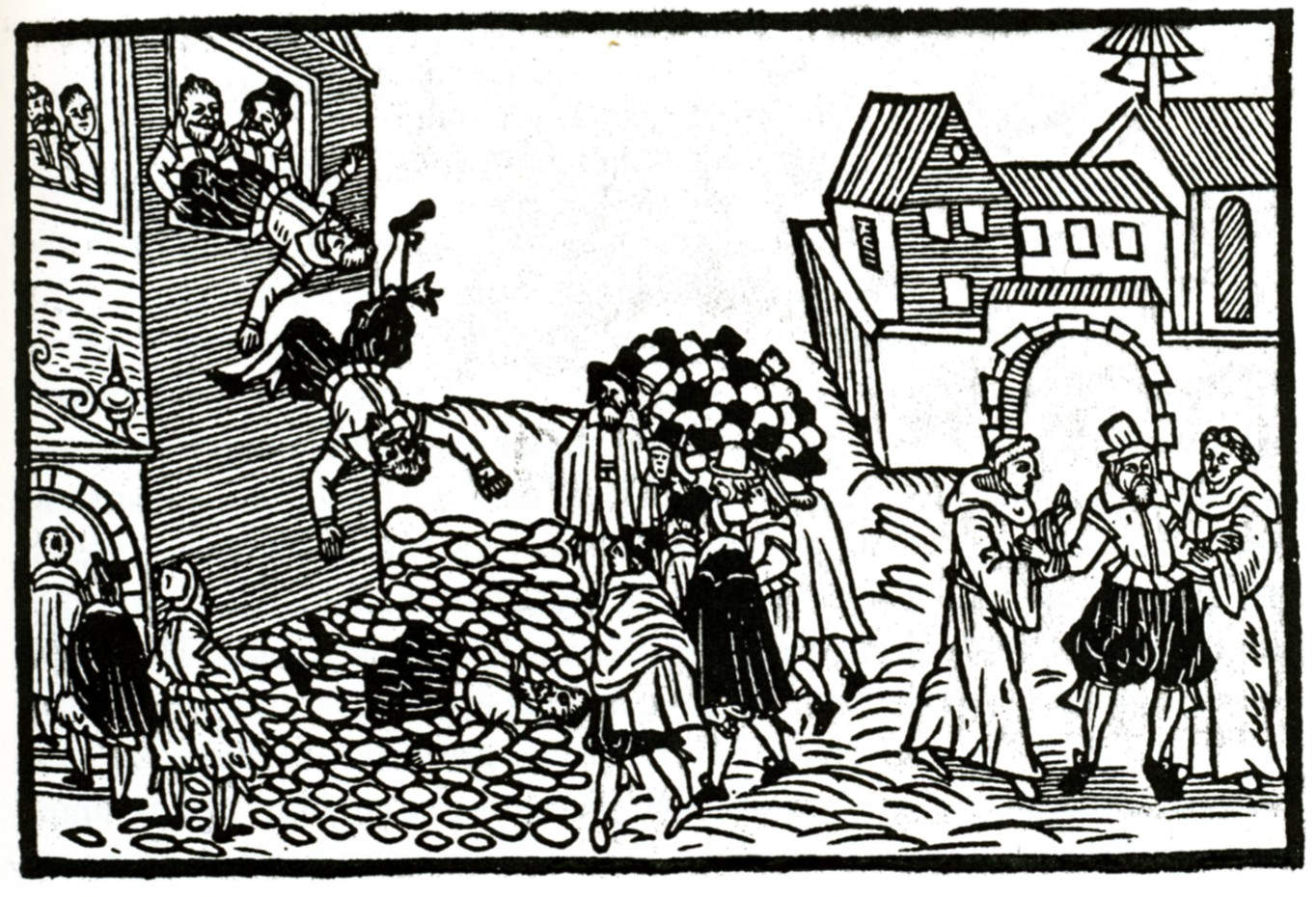
Pražská defenestrace na vyobrazení dobového letáku

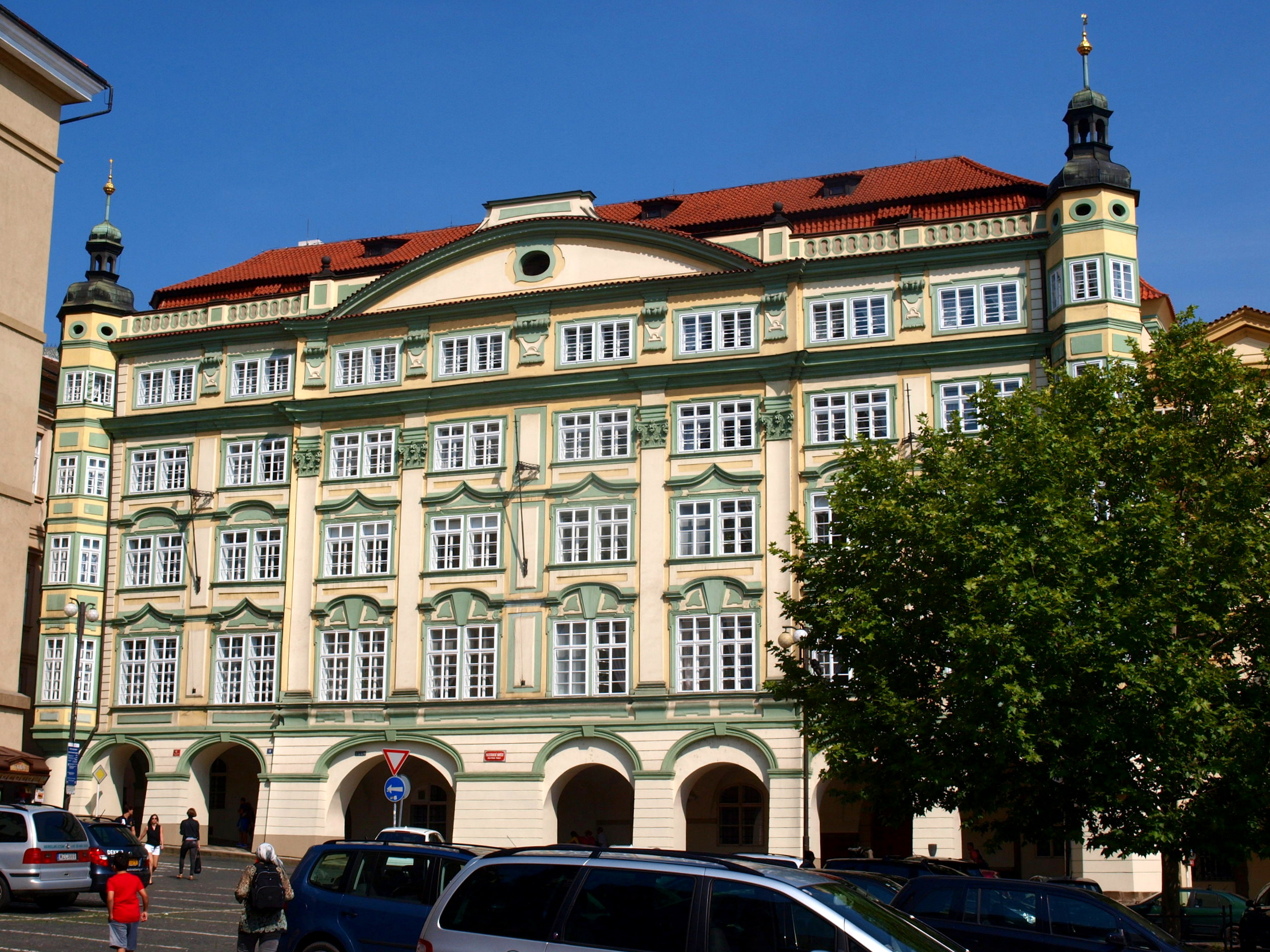
Palác Smiřických na Malé Straně, místo tajné schůzky odbojných stavů

Dne 21. května 1618 se v Karolinu konal, i přes králův zákaz, zemský sněm kvůli sporům o dodržování Majestátu. Jako záminka byly vzaty dva případy, a to: zboření protestantského kostela v Hrobu a snaha o uzavření kostela v Broumově (kostel byl definitivně uzavřen až roku 1622), ačkoli katolická církev coby majetková vrchnost měla dle rozhodnutí královské komory právo na kontrolu výstavby nekatolických svatostánků na panstvích spadajících pod její správu. Stavy byly také pobouřeny opatřeními královského místodržitelství, která posílila moc českého kancléře a zaváděla cenzuru.
Následujícího dne se v paláci Smiřických konala tajná schůzka radikální opozice, kde byl dohodnut plán třetí pražské defenestrace. Ta se odehrála 23. května 1618, kdy stavové vedeni Jindřichem Matyášem Thurnem vyhodili z oken královského místodržitelství na Pražském hradě Viléma Slavatu z Chlumu, Jaroslava Bořitu z Martinic a písaře Filipa Fabricia.
K povstání se přidala i pražská města a byl zvolen třicetičlenný sbor direktorů, sestávající ze zástupců panského, rytířského i městského stavu. Žádost o pomoc vyslaná do dalších zemí Koruny české i do zahraničí byla jen málo vyslyšena. Moravský zemský sněm však povstání podpořit odmítl (mj. z důvodu náboženské odlišnosti od Čech a kvůli přítomnosti katolického stavu, který v Čechách chyběl i kvůli odporu vůči Čechům) a Karel starší ze Žerotína prosazoval neutralitu Moravy a chtěl vyjednávat. Pomoc poskytlo pouze Savojsko, které vyslalo dva tisíce žoldnéřů pod vedením Arnošta z Mansfeldu, a Slezsko. Navíc povstání ani nemělo podporu všech, mnozí stavové se spíše přikláněli ke smírnému řešení konfliktu.

### První válečná střetnutí

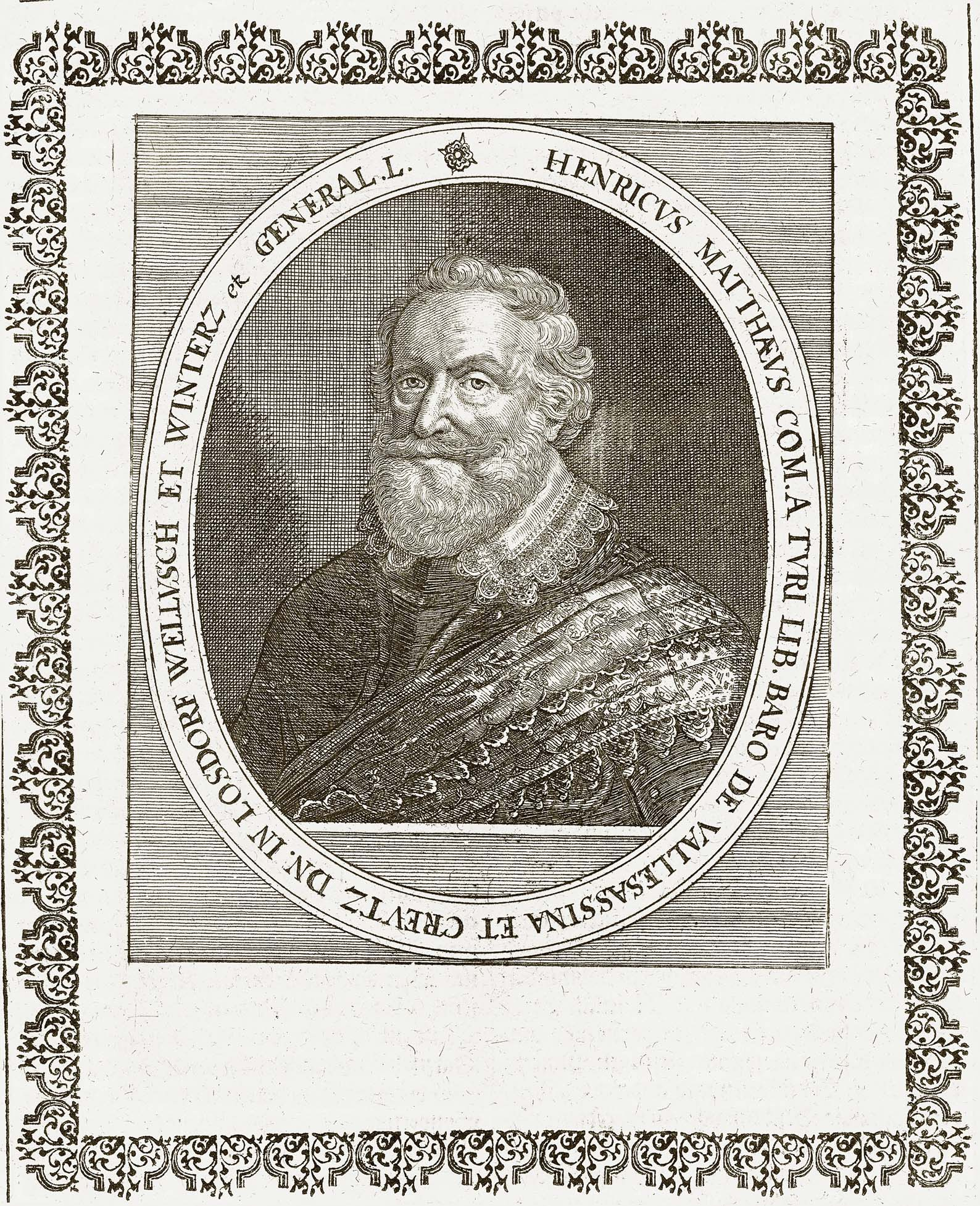
Jindřich Matyáš Thurn, vůdce českého stavovského vojska

Přesto Thurn se stavovským vojskem vytáhl k Českým Budějovicím, kde však dosáhl jen střídavých úspěchů. Mezitím Mansfeld plenil v Čechách katolické statky a dobyl Plzeň. Povstání samozřejmě nezůstalo bez odezvy císaře, jehož dva vojenské sbory vedené Jindřichem Duvalem Dampierrem a Karlem Bonaventurou Buquoyem překročily české hranice. 9. listopadu 1618 došlo k prvnímu střetu mezi Thurnem a Buquoyem v bitvě u Lomnice, ze kterého vyšel vítězně Thurn, Buquoy však zdaleka nebyl poražen definitivně.
Direktorium navíc postrádalo jakoukoli politickou koncepci. Nebylo ani jasné, zda se bude hledat nový český panovník, nebo zda stavy budou vládnout samy. 20. března 1619 zemřel císař Matyáš a místo něj usedl na trůn Ferdinand II. Štýrský, kterého české stavy za Matyášova nástupce přijaly již roku 1617. Nyní však stavové Ferdinanda ostře odmítli a když Habsburkové viděli, že se válečnému řešení konfliktu nevyhnou, začali hledat spojence. Španělsko Vídni poskytlo finanční pomoc a český šlechtic Albrecht z Valdštejna naverboval pro císaře armádu.
Koncem dubna 1619 vpadlo Thurnovo vojsko na Moravu a vyvolalo převrat v Brně, kde stejně jako v Čechách ovládla politickou situaci hrstka radikálů, kteří vytvořili moravské direktorium. Thurn pokračoval na jih, jeho obléhání Vídně však již bylo neúspěšné. Neúspěch zakusil také Mansfeld, který byl poražen Buquoyem 10. června 1619 v bitvě u Záblatí. Po těchto neúspěších se stavovské vojsko začalo rozkládat a moravští radikálové začali ztrácet půdu pod nohama, zachránilo je však vítězství Ladislava Velena ze Žerotína nad Dampierrem v bitvě u Dolních Věstonic.

### Nové politické uspořádání
Dne 31. července 1619 stavovský generální sněm (co do legitimity velice diskutabilní) v Praze konečně schválil novou ústavu hlásící se k nizozemskému vzoru (v praxi šlo však o uspořádání odpovídající více poměrům v Polsku), kdy byla Koruna česká přeměněna na konfederaci pěti republik, čímž byly vedlejší země Koruny zrovnoprávněny s Českým královstvím. Konfederaci měl sice reprezentovat král, který však měl být volen a měl zůstat bez možnosti založit dynastii. Ústava také obsahovala články na ochranu protestantství, které byly zároveň netolerantní vůči katolické církvi, co se týče světské moci. Zároveň bylo zdůrazňováno právo na svobodu náboženského vyznání a bylo proti právnímu ustanovení Cuius regio, eius religio – koho země, toho víra.

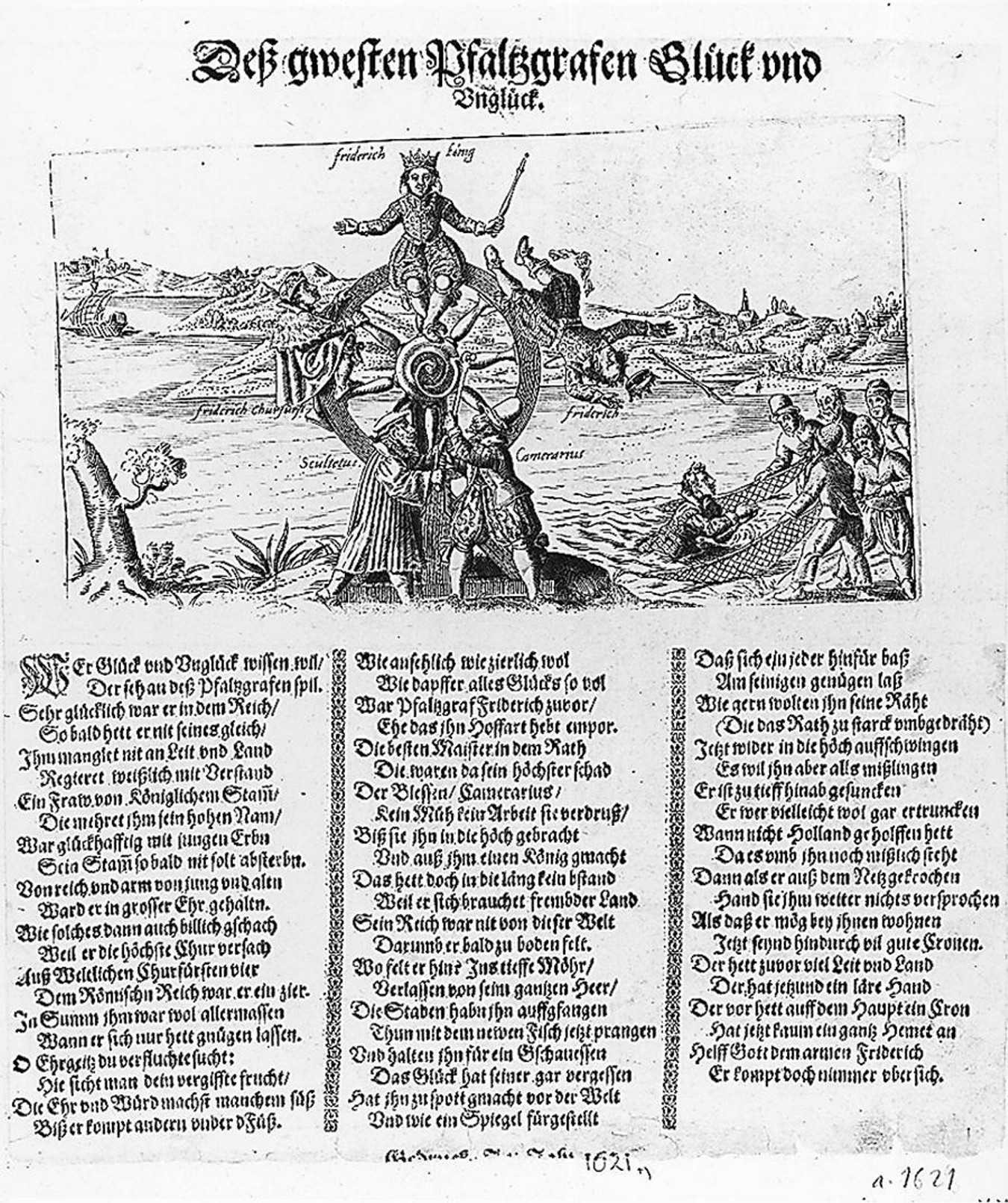
Vyobrazení vzestupu a pádu Fridricha Falckého

Na základě tohoto uspořádání byl Ferdinand II. generálním sněmem sesazen, čeští protestantští stavové však nebyli jednotní v názoru na volbu nového krále. Stavové inklinující k luteránství podporovali saského kurfiřta Jana Jiřího, zatímco stavové inklinující ke kalvínství Fridricha Falckého. Nakonec byl 26. srpna 1619 zvolen Fridrich, čímž skončila i vláda stavovského direktoria.
Mezitím se ke konfederaci připojily Dolní a Horní Rakousy a k Thurnovu vojsku se přidal i sedmihradský kníže Gabriel Bethlen. Společně vytlačili císařské jednotky z Horních Uher. Polský král Zikmund III. však podnítil lisovčíky ke vpádu do Horních Uher, takže se Bethlen musel stáhnout. Pozice českých stavů se začaly hroutit. Spojené provincie nizozemské odmítly stavům poskytnout pomoc, ikonoklastické „očišťování“ pražské katedrály od uměleckých předmětů Fridrichem Falckým přineslo rozčarování z nového krále a povstalci navíc začali ztrácet podporu městského stavu.
Naopak stále více se dařilo habsburské straně. Ferdinand II. uzavřel spojenectví s vůdcem katolické Ligy, Maxmiliánem Bavorským, a dokonce se mu podařilo uzavřít příměří s Bethlenem. V červnu a červenci 1620 se císaři podařilo zlomit odpor Dolních a Horních Rakous doprovázené vražděním a vyhnáním protestantských obyvatel, což nezvrátil ani další neúspěšný Thurnův vpád do Rakous ani opětovné připojení Uher ke konfederaci.
Když se spojené Buquyovo a bavorské vojsko vedené Janem Tserclaem Tillym spojilo v Dolních Rakousích a vydalo se na Prahu, byla stavovská armáda ještě nějakou dobu bojeschopná a dokázala postup císařské armády zbrzdit. Přesto se však Buquoyovo a Tillyho vojsko nakonec dostalo před Prahu, kde si mezitím stavovské vojsko vybudovalo na Bílé hoře zákopy.

## Porážka povstání

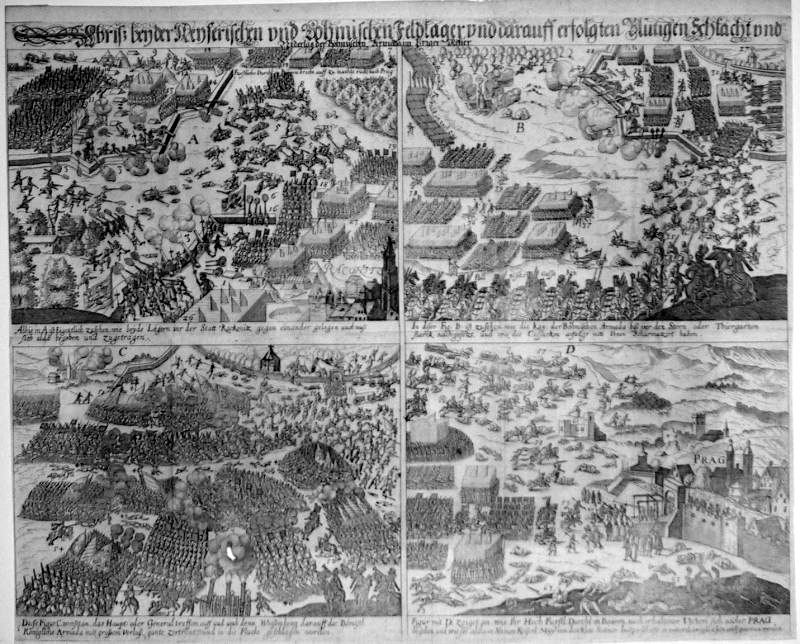
Bitva na Bílé hoře

Ještě v noci před rozhodující bitvou vyslal Buquoy jízdu proti uherským vojákům, kteří bezstarostně spali a nezmohli se tak na obranu, což výrazně pozvedlo bojovou morálku císařsko-ligistického vojska a naopak demoralizovalo vojsko stavů. Stavovské vojsko se nacházelo ve strategicky výhodné pozici na kopci, avšak v povstalecké armádě panovaly neshody a kompetence ve velení byly vymezeny nejasně. První útok císařských 8. listopadu 1620 byl tudíž sice odražen, při druhé ofenzívě se však stavovské šiky rozpadly a Buquoy dovedl bitvu k vítěznému konci.
Následujícího dne vjel Buquoy do Prahy, která se vzdala, zatímco Fridrich Falcký prchl do Slezska. Stavy musely přijmout Ferdinanda II. za svého krále, kapitulovat museli i moravští stavové, čímž povstání skončilo. Královským místodržícím byl ustanoven Karel z Lichtenštejna, Majestát byl zrušen a začalo období opětovného upevňování královské moci a následné násilné rekatolizace. Císařovo vítězství bylo také stvrzeno popravou 27 pánů, (3 páni, 7 rytířů a 17 měšťanů) 21. června 1621, které ale bylo zbytkem evropských zemí odsouzeno jako zbytečně brutální.
Poslední odbojnou oblastí nakonec zůstalo dlouhou dobu Valašsko, kde bylo povstání potlačeno až roku 1644 po bitvě u Vsetína 26. ledna toho roku. Důsledky povstání českých stavů však byly velké nejen pro české země, ale také pro značnou část Evropy, neboť česká rebelie spustila mnohem vážnější konflikt – třicetiletou válku. S největší pravděpodobností by se ale konflikt mezi katolíky a protestanty v Evropě rozhořel i bez stavovského povstání.

## Následky
Římský císař a český král Ferdinand II. Habsburský vydal pro Čechy 10. května 1627 (pro Moravu o rok později) patent „Obnovené zřízení zemské“, novou českou ústavu, která zrušila dosavadní tradice českého stavovského státu a učinila z Českého království součást absolutistické dědičné Habsburské monarchie. Jediným povoleným vyznáním se stalo římské katolictví. Císař symbolicky rozstřihl listinu Rudolfova majestátu a spálil její pečeť. Zemské úředníky směl jmenovat pouze panovník a jemu byli také zodpovědní. Německý jazyk byl zrovnoprávněn s českým, ale ve skutečnosti mu byl nadřazen. Panovníkovi náležela mimo jiné nejvyšší moc soudní, výhradní právo zákonodárné (ius legis ferendae) a moc správní (organizace úřadů). Nové státoprávní uspořádání upevnilo postavení Habsburské dynastie v Zemích koruny České na dalších asi 250 let.
Mnoho osobností, které odmítly přestoupit ke katolictví, muselo odejít do exilu, např. Jan Amos Komenský, spisovatelé Pavel Stránský a Pavel Skála ze Zhoře nebo grafik Václav Hollar. Během tohoto období, které trvalo přes 160 let, odešlo do vyhnanství až 500 tisíc evangelíků z Čech a Moravy; po ztrátě Lužice v roce 1635 počet obyvatel země klesl více než o třetinu.
Došlo i k zásadní proměně ve vlastnictví statků v zemích Koruny české. V Čechách byly konfiskacemi postiženy tři čtvrtiny území, na Moravě se jednalo o víc než třetinu území. Z celkového počtu 926 statků jich 435 podléhalo pobělohorské konfiskaci, z toho bylo 147 větších panství. Z 254 starých českých panských rodů zbyla asi desetina, počet rodin z rytířského stavu klesl z 1128 na necelé dvě stovky, jejichž majetky byly za výhodných podmínek prodávány prokatolickým šlechticům, např. Albrechtovi z Valdštejna, Heřmanu Černínovi z Chudenic či Vilému mladšímu z Lobkowicz. Této situace také využila řada katolických rodů z řad zahraniční šlechty, jako např. Schwarzenbergové, Colloredové, Nosticové, Lichtenštejnové a mnozí další. Šlechtický majetek se soustředil v rukou několika předních panských rodin. 
Nově přistěhovalá cizí šlechta nebrala ohled na české sedláky a šlo jí především o finanční výdělek. V důsledku válečných událostí, hladu a epidemií během třicetileté války se podstatně snížil počet poddaných, kteří nebyli nadále schopni unést vysoké nároky svých vrchností. Nedostatku pracovních sil bylo čeleno procesem, který se dnes nazývá druhé znevolnění. Následující se zhoršující neutěšené postavení poddaných vedlo k častým selským povstáním.